# 杨述平
杨述平（1969年11月—），山东东营人，中华人民共和国政治人物。

## 生平
1991年1月，加入中国共产党。同年7月至1992年7月，任华北工学院测试技术系分团委书记。2001年11月，任中北大学党办、校办主任。2003年3月，任中北大学校长助理，党办、校办、外事办主任。2006年7月，任中北大学党委组织部部长、统战部部长、党校常务副校长。2008年11月，任中北大学副校长。
2011年1月，任吕梁学院党委副书记、院长。2016年7月，任原平市委书记。2018年10月28日，任太原工业学院党委副书记、院长。2021年7月，因涉嫌严重违纪违法，接受山西省纪委监委纪律审查和监察调查。2022年1月14日，遭到开除党籍、开除公职处分。